# Szabó Béla (író)
Szabó Béla (Nagymihály, 1906. szeptember 21. – Pozsony, 1980. október 16.) szlovákiai magyar író, költő. 

## Életútja
Hat elemi iskolai osztályt járt ki, ezután szabónak tanult, s ebben a szakmában is dolgozott. A két világháború között a csehszlovákiai magyar irodalomban autodidakta munkásköltőként tartották számon. 1949-től szerkesztette a pozsonyi Új Szó című lapot egészen nyugdíjba vonulásáig, 1970-ig. Prózai művei hozták meg számára az ismertséget.

## Fontosabb művei
- Felszakadt gondolatok (versek, Nagymihály, 1928)
- Pipacs (versek, Kassa, 1929)
- Éhes vagyok! (versek, Nagymihály, 1931)
- Érett szegénység (versek, Nagymihály, 1935)
- Ezra elindul (regény, Pozsony, 1935)
- Az első ajándék (elb., Pozsony, 1951)
- Mint szemeink fényét (regény, Pozsony, 1953)
- Marcia csodakapus (ifjúsági regény, Pozsony, 1955)
- A mocsár és a láp helyén (riportok, Pozsony, 1955)
- A menyasszony (regény, Pozsony, 1956)
- A család kedvence (regény, Pozsony, 1958)
- Az élet peremén (regény, Pozsony, 1959)
- Napló 1956 (cikkek, Pozsony, 1961)
- Ebek lázadása (regény, Pozsony, 1964)
- Évek sodrában (regény, Pozsony, 1967)
- Hűség (regény, Pozsony, 1968)
- Párizsi ceruzajegyzetek (Pozsony, 1970)
- Mindhalálig (regény, Pozsony, 1972)
- A menyasszony (színmű, Pozsony, 1974)
- Kenyér meg tej (versek, Pozsony, 1975)
- Nehéz búcsú (cikkek, Pozsony, 1981)